# Wonderful Life (песня Hurts)
«Wonderful Life» — песня британского дуэта Hurts из дебютного альбома группы Happiness.
Релиз песни состоялся 3 мая 2010 года в Дании. 22 августа 2010 года в Великобритании состоялся выпуск диска с песней. Композиция заняла второе место в хит-параде в Германии, а в Бельгии, Швейцарии, Дании, России и Австрии прочно укрепилась в первой десятке и стала абсолютным хитом.

## История написания
В интервью для Digital Spy вокалист Тео Хачкрафт рассказал: «Песня основана на двух крайностях: первая — человек, желающий совершить самоубийство, и вторая — любовь с первого взгляда. Герой стоит на мосту и готов спрыгнуть, но его останавливает женщина. Они влюбляются друг в друга с первого взгляда… В песне отражён небольшой отрывок из жизни, и мы не знаем, чем он закончится».

## Критика
Digital Spy поставил композиции 5 из 5 баллов.
The Guardian писал, что «Wonderful Life» — «пронзительная будущая классика». Чарт-блог BBC также поставил 5 из 5 и охарактеризовал песню как «горько-оптимистичную». Time Out Chicago дала «Wonderful Life» 4 балла из 5 и назвала её «безупречно созданной, мелодраматичной поп-песней». City Life поставил 3 балла из 5 и охарактеризовал композицию как «продукт 1980х годов». Altsounds.com дал позитивную рецензию, написав, что «это никоим образом не революционная песня, но хороший образец поп-музыки».

## Список композиций
| - Дания (digital download) 1. «Wonderful Life» — 4:14 - Великобритания (CD сингл) 1. «Wonderful Life» — 4:16 2. «Affair» — 6:26 - Великобритания (digital download) 1. «Wonderful Life» (Radio Edit) — 3:34 2. «Wonderful Life» (Mantronix Remix) — 5:11 3. «Wonderful Life» (Arthur Baker Remix) — 6:43 4. «Wonderful Life» (Freemasons Remix Radio Edit) — 3:23 5. «Wonderful Life» (Freemasons Extended Mix) — 8:28 - Великобритания (7" vinyl) 1. «Wonderful Life» — 4:16 2. «Wonderful Life» (Mantronix Remix) — 5:11 | - Великобритания (12" picture vinyl) 1. «Wonderful Life» (Arthur Baker Remix) — 6:43 2. «Wonderful Life» (Arthur Baker Remix Instrumental) - Германия (digital download) 1. «Wonderful Life» — 4:16 2. «Wonderful Life» (Arthur Baker Remix) — 6:43 3. «Wonderful Life» (Lexy Remix) — 7:22 4. «Wonderful Life» (Mantronix Remix) — 5:11 - Германия (CD сингл) 1. «Wonderful Life» — 4:14 2. «Wonderful Life» (Arthur Baker Remix) — 6:43 |

## Коллектив
- Hurts — слова, музыка и продюсирование
- Joseph Cross — музыка и продюсирование
- Jonas Quant — дополнительное продюсирование
- Spike Stent — микширование
- George Marino — мастеринг

Источник:

## Видеоклипы

### Официальный видеоклип
В клипе Wonderful Life прослеживается влияние фильма «Восемь с половиной» Федерико Феллини, как несколько перекликающихся идей, так и внешнее сходство главных героев.
Съёмки проходили на частной вилле на Ивисе (Испания). В клипе снимались молодые девушки из Лондона и с Ивисы. Вилла для клипа обошлась в 5 млн фунтов = 237 237 000 рублей.
9 июля Hurts разместили видео под названием Velorio о съёмках клипа.
Дата съёмок: 4—5 июля 2010
Релиз клипа: 24 июля 2010
- Артист (Artist) Hurts
- Название (Title): Wonderful Life (Sony Music)
- Лейбл (Label): Sony Music Entertainment
- Режиссёр (Director): Dawn Shadforth
- Продюсер (Producer): Will Oakley
- Выпускающая компания (Production Company): Black Dog (Лондон)
- Оператор (DoP): Natasha Braier
- Стилист (Stylist): Cathy Edwards
- Редактор (Editor): Nick Allix @ The Whitehouse
- (Telecine): Jean Clement @ MPC
- (Commissioner): Dan Millar
- Смотреть: на сайте выпускающей компании[15][16]
- Хореограф (Choreographer): Paul Roberts[17]

Стиль танца является смесью стилей вакинг и вогинг.

### Первый видеоклип
Именно это чёрно-белое видео в духе Антона Корбейна, размещённое на YouTube, принесло Hurts известность.

Тео: Мы собирались снимать видео в студии, которая у нас была (в этой студии свои клипы снимали и другие группы). Мы хотели танцовщицу, но не профессиональную, а молодую самобытную личность. Мы повесили объявление на магазине: «Нужна танцовщица для поп-видео, должна быть одета в чёрное, приходите в такое-то место в такое-то время». Мы оба сидели в этой грязной студии, с огромной лужей на полу, около 4 часов, они показались нам целой вечностью, и мы думали: «Хорошо, никто не придет» или «Кто-то собирается украсть нашу камеру, потому что они знают, что мы снимаем видео в этом месте в это время». Наконец, раздался стук в дверь и она появилась как птица в этом чёрном одеянии. Она была единственным человеком, который пришёл, я только включил камеру и сказал: «Хорошо, вот песня, танцуй», и как только она начала… (театральный вздох), и я просто не мог прекратить смотреть на неё, потому что я не мог понять, что она пыталась делать. В то время мы не могли решить, было ли это самое удивительное или самое ужасное, что мы когда-либо видели. Это выглядит довольно разрозненно на оригинальном видео, потому что это был полностью экспромт. Видео мы сняли примерно за полтора часа.
Адам: Мы должны были заплатить танцовщице, и я отправился с ней к банкомату, я хотел дать ей 10 фунтов, но она попросила 20, так что 20 фунтов за видео. Я сказал ей спасибо, и собственно всё.
Тео: Мы не могли её найти и сделали новое видео как дань первому клипу с ней.

Видеоклип на Wonderful Life был снят примерно в январе 2009 в той же студии, что и видео Dominoes группы Kiss in Cities, образованной двумя участниками так же играющими за (we are) Performance. Адам Андерсон снялся в эпизодической роли мужчины с зонтиком в этом клипе.
В свою очередь группа (we are) Performance сняла свой клип на песню Reptile в студии Hurts, расположенной на цокольном этаже в центре Манчестера.

### Запись студийного выступления
Так же есть ещё одно студийное видео на Wonderful Life режиссёра Giorgio Testi, транслируемое на музыкальных каналах наравне с официальной версией клипа. Снято оно было в апреле 2010 года вместе с видео на Better Than Love, Illuminated и Stay.

## Чарты и статус сингла
| Чарт (2010)                 | Лучшая Позиция |
| --------------------------- | -------------- |
| Billboard European Hot 100  | 10             |
| Австрия                     | 5              |
| Бельгия (Ultratop Flanders) | 6              |
| Бельгия (Ultratip Wallonia) | 17             |
| Великобритания              | 21             |
| Германия                    | 2              |
| Дания                       | 8              |
| Ирландия                    | 38             |
| Словакия                    | 29             |
| Финляндия                   | 15             |
| Чехия                       | 15             |
| Швейцария                   | 9              |
| Швеция                      | 30             |

| Страна   | Статус  |
| -------- | ------- |
| Германия | Золотой |

### Итоговые чарты за год
| Чарт (2010)                                 | Позиция |
| ------------------------------------------- | ------- |
| Муз-ТВ Топ 50 клипов                        | 33      |
| Music Box UA Топ 100 клипов                 | 1       |
| MTV Украина Топ 20                          | 2       |
| Moskva.FM Топ 3                             | 1       |
| Европа Плюс ЕвроХит Топ-40                  | 2       |
| NRJ HOT30                                   | 13      |
| Love Radio Топ 100                          | 14      |
| Хит FM Топ 30                               | 1       |
| Радио Premium Топ 100                       | 9       |
| MUZ.RU Топ 100 (по версии MUZ.RU)           | 2       |
| MUZ.RU Топ 30 (по версии посетителей сайта) | 8       |
| THESPOT.RU Топ 30                           | 1       |
| Music Open Топ 10                           | 2, 5    |
| Радио Maximum Топ 170                       | 1       |

## Награды
| Дата       | Премия[А]          | Результат |                | Категория                    |
| ---------- | ------------------ | --------- | -------------- | ---------------------------- |
| 21.03.2011 | Ultra-Music Awards | Победа    | Wonderful Life | Лучшая зарубежная песня года |

Примечания
- А  Ultra-Music Awards — белорусская музыкальная премия

## Саундтрек
| 2010 | сериал | «Дневники вампира» | США    | Wonderful Life (s02 e01), Stay (s02 e13), Devotion (s03 e14) |
| 2010 | сериал | «Клон»             | Япония | Better Than Love, Wonderful Life                             |

Более подробный список представлен в основной статье.

## Издания
| Страна         | Дата            | Формат           |
| -------------- | --------------- | ---------------- |
| Дания          | 3 мая 2010      | Digital download |
| Германия       | 30 июля 2010    | Digital download |
| Германия       | 6 августа 2010  | CD               |
| Великобритания | 22 августа 2010 | Digital download |
| Великобритания | 23 августа 2010 | CD               |